# Лания
Ла̀ния (на гръцки: Λάνεια) е село в Кипър, окръг Лимасол. Според статистическата служба на Република Кипър през 2001 г. селото има 193 жители.
Намира се на 26 km северно от Лимасол.